# 成都市域铁路S5线
成都市域铁路S5线，又称成都至眉山线，简称成眉线、眉山线，是中国四川省规划建设的市域铁路项目，由成都市天府新区成都地铁19号线红莲至眉山市东坡区眉山东站，全长约59公里，设有5座地下站，8座高架站。2022年9月26日，S5线开工建设，预计2026年12月建成运营。

## 项目历史

### 规划阶段
- 2014年，1号线三期工程博览城北站综合交通枢纽方案征集比选，拟设置眉山线车站，与1号线、6号线和18号线形成4线换乘枢纽。[5]眉山线站台位于地下二层。[6]2016年，博览城北站眉山线车站随枢纽其他部分一同施工。[7]然而在后续的规划中，眉山线不再经过西博城站，改为经过6号线秦皇寺站、19号线红莲站。
- 2020年8月4日，成都市政府和眉山市政府签订《成眉市域铁路S5线共建共管合作协议》。其中，S5线初步规划位于成都市和眉山市，设主线段和仁寿支线段。S5主线段长约50.4公里，其中成都段约19．4公里，眉山段约31公里，估算总投资约156亿元；S5仁寿支线段长约32．8公里，估算总投资约97亿元。S5线总长约83．2公里，估算总投资约253亿元。双方将分别确定一家国有公司作为合作主体，共同出资成立项目公司作为项目法人，负责S5线的建设运营任务。[8][9]

- 2021年
  - 9月26日，四川成眉轨道交通有限公司（成眉S5线主线项目公司）在成都完成工商注册，注册资本金为3亿元。其中，眉山市国有资本投资运营集团有限公司持股54.8% ，成都轨道交通集团持股45.2%。根据初步规划，成眉S5主线线路规划全长约57km，设车站12座，总投资约188亿元。[4][10]
  - 12月22日，据国家发展改革委员会网站通知[11]，《成渝地区双城经济圈多层次轨道交通规划》已印发至重庆市、四川省发展改革委。该《规划》[12]显示，成都至眉山线自成都地铁19号线红莲村南站引出，经成都科学城片区、天府文创城、眉山市视高片区、乐高乐园、黑龙滩天府生态片区、岷东新区西片区至眉山市东坡区。总长56公里，投资127亿元。
  - 12月29日，成都轨道交通集团发布市域（郊）铁路成都至眉山线工程线路勘察设计招标公告。[3]公告显示，成都至眉山线起于成都市以南天府新区成都直管区红莲站，沿嘉州路、益州大道南二段、天府大道眉山段、文忠街由北向南敷设，沿途串联成都科学城片区、天府文创城、眉山市视高片区、乐高乐园、黑龙滩天府生态片区、岷东新区西片区，止于眉山市东坡区音乐广场站。线路全长约58km（成都范围内长度19.22km，眉山范围内长度38.78 km），其中地下段长度8.65km，高架段长度43.49km、地面及过渡段长5.86km。共设置车站12座，其中地下站4座，高架站8座。设煎茶车辆基地1座；眉山北停车场1座，主变所2座。拟于2022年6月完成初步设计及评审；8月完成招标图及招标清单设计；9月土建工程陆续开工；2026年底试运营。（工期可调整）[13]

- 2022年
  - 1月4日，S5线开展社会稳定风险分析公示，为期10日。公示项目内容与勘察招标描述基本一致，项目建设工期约48个月。[14][15]
  - 5月20日，S5线开展环境影响评价信息公开，线路全长约58.107km，其他内容与勘察招标描述基本一致。[16]
  - 6月14日，S5线开展成都段社会稳定风险评估公示。据介绍，成都段长度为19.596km，共设置车站5座，其中地下站3座（红莲站、秦皇寺站、兴隆湖西站），高架站2座（煎茶站、文创城站）。项目全线（含眉山段）计划于2022年内开工建设。[17]
  - 8月1日，S5线由自然资源部批复用地预审，并经四川省自然资源厅核发了《建设项目用地预审与选址意见书》。[18][19][20]
  - 8月10日，S5线通过了受四川省发改委委托的中咨公司组织召开的可行性研究报告评估会。S5线起于成都天府新区，止于眉山东坡区，线路长59公里，共设置车站13座，其中成都段19公里，设站5座（红莲站、秦皇寺站、兴隆湖西站、煎茶站、文创城站），眉山段40公里，设站8座（视高站、南天府公园站、乐高站、黑龙滩站、岷东新区站、眉山北站、音乐广场站、眉山东站），总投资约226亿元。[19]
  - 8月16日，S5线开始施工图审查招标。[1]其中提到“S5线设换乘站5座，设与19号线联络线，接于19号线牵出线，联络线长约0.71千米，牵出线长约0.75千米（预留远期16号线联络线接轨条件）。”
  - 8月23日，市域（郊）铁路成都至眉山线工程可行性研究报告获得四川省发展和改革委员会批复，标志着S5线即将进入全面开工建设阶段。[2][21]

市域（郊）铁路成都至眉山线工程项目起于成都轨道交通19号线红莲站，止于眉山市眉山东站，途经天府新区总部商务区、文创城片区、视高片区、黑龙滩片区、眉山市岷东新区、眉山市东坡区。
线路全长59.315公里，其中地下段长度9.85公里，高架、地面及过渡段长度49.465公里，共设车站13座，其中地下站5座，高架站8座。设1段1场，分别为高崩村车辆段和眉山北停车场。设2座主变电所，分别为视高主变电所和眉山北主变电所。控制中心设在高崩村车辆段内。车辆采用市域A型车4辆编组，初期新购车辆23列/92辆，运行速度160公里/小时，供电方式为交流25千伏架空接触网。初期、近期高峰小时行车对数分别为10对/小时、13对/小时；远期开行主、支线大小交路，高峰小时行车对数分别为14对/小时、7对/小时。初、近、远期输送能力分别为0.76万人次/小时、0.98万人次/小时和1.59万人次/小时。
工程估算总投资约221.35亿元。资金来源为：资本金按总投资40%的比例安排，约88.54亿元，由成都市和眉山市根据成都段及眉山段投资比例分别安排财政资金36.10亿元、52.44亿元；其余资金约132.81亿元，占总投资60%，由四川成眉轨道有限公司通过银行贷款筹措。项目建设工期52个月。
- 8月24日至9月6日，《市域（郊）铁路成都至眉山线工程环境影响报告书（征求意见稿）》公示征求意见。
- 9月19日至9月30日，《市域（郊）铁路成都至眉山线工程环境影响报告书》在成都市生态环境局公示。

### 施工阶段
- 2022年
  - 8月26日，S5线施工总承包项目招标公告发布。[27]
  - 9月26日，S5线开工仪式分别在成都秦皇寺和眉山视高举行。[28][29]
  - 9月27日，S5线施工总承包项目中标候选人公示，第一名为中国电力建设股份有限公司。[30]
  - 10月15日，视高站顺利完成第一阶段打围，这是全线首个打围的站点，标志着成眉线工程现场建设正式启动。[31]
  - 11月18日，成眉线岷江特大桥顺利实施打围，这是全线第6个打围的站点。
- 2023年
  - 7月7日，成都市民政局公示眉山线（成都境内）车站命名，征求意见。[32]
  - 8月15日，成都市民政局公布眉山线（成都境内）车站标准名称，其中工程名为“兴隆湖西”的车站标准名称为“官塘”，“文创城”则为“红碑”。[33]
- 2024年
  - 8月5日，眉山市交通运输局公示眉山线（眉山境内）车站命名，征求意见。[34]

## 车站
| 成都市域铁路S5线（眉山线）车站列表 |            |            |            |                 |                 |          |            |             |               |
| 快车                               | 车站名称   | 英文名称   | 开通日期   | 站间距离 （km） | 累计距离 （km） | 车站类型 | 车站类型   | 换乘线路    | 所在地        |
| 快车                               | 车站名称   | 英文名称   | 开通日期   | 站间距离 （km） | 累计距离 （km） | 位置     | 站台       | 换乘线路    | 所在地        |
| ●                                  | 红莲       | Honglian   | 预计2026年 | -               | 0               | 地下     | 岛式站台   | 19号线 1915 | 成都市 双流区 |
| ●                                  | 秦皇寺     | Qinhuangsi | 预计2026年 | 0.924           | 0.924           | 地下     | 岛式站台   | 6号线 0651  | 成都市 双流区 |
| ｜                                 | 官塘       | Guantang   | 预计2026年 |                 |                 | 地下     | 岛式站台   |             | 成都市 双流区 |
| ｜                                 | 煎茶       | Jiancha    | 预计2026年 |                 |                 | 高架     | 双岛式站台 |             | 成都市 双流区 |
| ●                                  | 红碑       | Hongbei    | 预计2026年 |                 |                 | 高架     | 侧式站台   |             | 成都市 双流区 |
| ｜                                 | 视高       |            | 预计2026年 | 8.917           |                 | 高架     | 侧式站台   |             | 眉山市 仁寿县 |
| ｜                                 | 南天府公园 |            | 预计2026年 |                 |                 | 高架     | 双岛式站台 |             | 眉山市 仁寿县 |
| ｜                                 | 乐高       |            | 预计2026年 |                 |                 | 高架     | 侧式站台   |             | 眉山市 仁寿县 |
| ｜                                 | 黑龙滩     |            | 预计2026年 |                 |                 | 高架     | 双岛式站台 |             | 眉山市 仁寿县 |
| ｜                                 | 岷东新区   |            | 预计2026年 |                 |                 | 高架     | 侧式站台   |             | 眉山市 东坡区 |
| ●                                  | 眉山北站   |            | 预计2026年 |                 |                 | 高架     | 侧式站台   |             | 眉山市 东坡区 |
| ●                                  | 音乐广场   |            | 预计2026年 |                 |                 | 地下     | 岛式站台   |             | 眉山市 东坡区 |
| ●                                  | 眉山东站   |            | 预计2026年 |                 |                 | 地下     | 岛式站台   | 眉山东站    | 眉山市 东坡区 |

## 车辆
S5线采用市域A型车4辆编组(定员756人/列），牵引供电制式为AC25kV架空接触网，最高速度为160公里/小时，初期新购车辆23列/92辆。

## 未来发展
S5线仁寿支线规划起于主线南天府公园站，至眉山市仁寿县城区，共设车站4座。